# Gau de Bayreuth
El gau de Bayreuth (hasta 1942, gau Bayerische Ostmark, "Marca de Baviera Oriental") fue una división administrativa de la Alemania nazi en Baja Baviera, Alto Palatinado y Alta Franconia, Baviera, desde 1933 hasta 1945. Desde 1926 hasta 1933, era la división regional del Partido nazi en esta región. Actualmente es un territorio que en parte es el estado alemán de Baviera y otra parte en la República Checa.

## Historia
El sistema de gau (en plural, gaue) fue originalmente establecido en una conferencia del partido el 22 de mayo de 1926, con la intención de mejorar la administración de la estructura del partido. Desde 1933 en adelante, después de la toma del poder por los nazis, los gaue fueron reemplazando progresivamente los estados alemanes como subdivisiones administrativas en Alemania.
A la cabeza de cada gau estaba un gauleiter, posición que fue haciéndose progresivamente más poderosa, especialmente después del estallido de la Segunda Guerra Mundial, con escasa interferencia desde arriba. El gauleiter local a menudo desempeñaba cargos del gobierno, así como del partido y estaba a cargo de, entre otras cosas, la propaganda y la vigilancia y, desde septiembre de 1944 en adelante, el volkssturm y la defensa del gau.
El gau Bayerische Ostmark se formó en 1933, cuando Hans Schemm unió los tres gaue de Oberpfalz, Niederbayern y Oberfranken en uno sólo en una lucha de poder interno. El término Bayerische Ostmark fue acuñado después de la Primera Guerra Mundial para la región para referirse al hecho de que la zona que entonces limitaba con el nuevo país, Checoslovaquia, un país que se percibía hostil a Alemania. El término mark (esto es, "marca") fue históricamente usado en la Alemania imperial para regiones fronterizas a vecinos hostiles. Fue el único de los gaue bávaros que incorporaron más de un regierungsbezirk, abarcando tres de ellos.
Hans Schemm lideró el gau hasta su muerte en un accidente de avión en 1935; su sucesor, Fritz Wächtler, no pudo alcanzar la misma popularidad con la población de la región. Después de la ocupación de Checoslovaquia, partes de este país fue incorporado en el gau. Los distritos (en alemán, Kreis) de Prachatitz (población: 38.328) y Klattau fueron añadidos al gau. Desde 1938, el gau era también la sede del campo de concentración de Flossenbürg y sus muchos subcampos. Debido a que el gau Bayerische Ostmark no era ya una región fronteriza, fue rebautizada como gau Bayreuth en 1942. Wächtler fue disparato por orden de Hitler, habiendo dejado su capital Bayreuth en abril de 1945. Fue reemplazado por Ludwig Ruckdeschel, cuyo gobierno hasta la rendición de la Alemania nazi fue muy breve.

## Gauleiter
Los gauleiter del gau Bayreuth fueron:
- Hans Schemm - septiembre de 1928 al 5 de marzo de 1935
- Fritz Wächtler - 5 de diciembre de 1935 al 19 de abril de 1945
- Ludwig Ruckdeschel - 19 de abril de 1945 a mayo de 1945

Ludwig Ruckdeschel fue también el gauleiter delegado desde el 1.º de febrero de 1933 a junio de 1941. En esta posición, lideró el gau desde la muerte de Hans Schemm al nombramiento de Fritz Wächtler en 1935. Después de la ejecución de Wächtler por derrotismo por un pelotón de las SS en 1945, se convirtió él mismo en Gg